# Lecane gallagherorum
Lecane gallagherorum is een raderdiertjessoort uit de familie Lecanidae. De wetenschappelijke naam van deze soort is voor het eerst geldig gepubliceerd in 1997 door Segers.